# بیمارستان امام جعفر صادق (سعادت‌شهر)
بیمارستان امام جعفر صادق بیمارستانی است درمانی واقع در شهر سعادت‌شهر، استان فارس وابسته به دانشگاه علوم پزشکی شیراز با ظرفیت ۶۳ تخت فعال که در سال ۱۳۷۹ خورشیدی تأسیس گردید.
بخش‌های بستری موجود در این بیمارستان عبارتند از: CCU، اطفال، جراحی عمومی، روانپزشکی، داخلی، پست پارتوم، ارتوپدی، جراحی زنان و زایمان، نوزادان، اورژانس، POST CCU، گوش و حلق و بینی و جراحی کلیه و مجاری ادراری